# Académie de Montauban et de Puylaurens
Pour les articles homonymes, voir Académie de Montauban.
L'Académie de Montauban et de Puylaurens est une université protestante fondée en 1598 d'abord à Montauban, puis transférée à Puylaurens. Elle est supprimée le 5 mars 1685, sept mois avant la révocation de l'édit de Nantes.

## Création de l'Académie et du collège de Navarre
Lorsque le protestantisme s'introduit à Montauban vers 1556, l'évêque Jean de Lettes adhère à la foi réformée, d'abord en secret, puis en public, après son mariage. Sous l'épiscopat de son neveu et successeur Desprez (1556), qui réside constamment à la campagne, le calvinisme se propage rapidement dans la ville.[réf. nécessaire]
Après le traité de Nérac signé le 28 février 1579, les consuls de Montauban demandent au roi Henri III l'autorisation d'ouvrir un collège pour que les écoliers présents à Montauban puissent reprendre leurs études. Henri III le leur accorde par lettres-patentes d'octobre 1579 « pour l'instruction de la jeunesse aux bonnes lettres »}. L'évêque souhaite que la création de ce collège lui permette de rétablir le culte catholique dans la ville mais[réf. nécessaire] les consuls trouvent l'appui du roi de Navarre Henri IV, protecteur du parti huguenot. Par lettres-patentes du 6 décembre 1579, il permet aux consuls de construire un collège dans leur ville et accorde une pension de 200 livres « en témoignage de l'affection et bonne volonté qu'il a pour le bien, l'accroissement et la splendeur de cette ville ».
Les premiers cours sont dispensés dans des maisons particulières comme la maison du pasteur Michel Bérauld, au no 9 de la rue Armand-Cambon. La première pierre du collège de Navarre, rue de Las Clotes (situé au no 12 de la rue Armand-Cambon), à l'emplacement de l'hôpital médiéval de Parias, n'est posée que le 14 octobre 1597, peu de temps avant la signature de l'édit de Nantes. La reine Marguerite offre le 28 octobre 1597 une pension de 200 livres pour son entretien.[réf. nécessaire] Le collège de Navarre n'ouvre qu'en 1598.

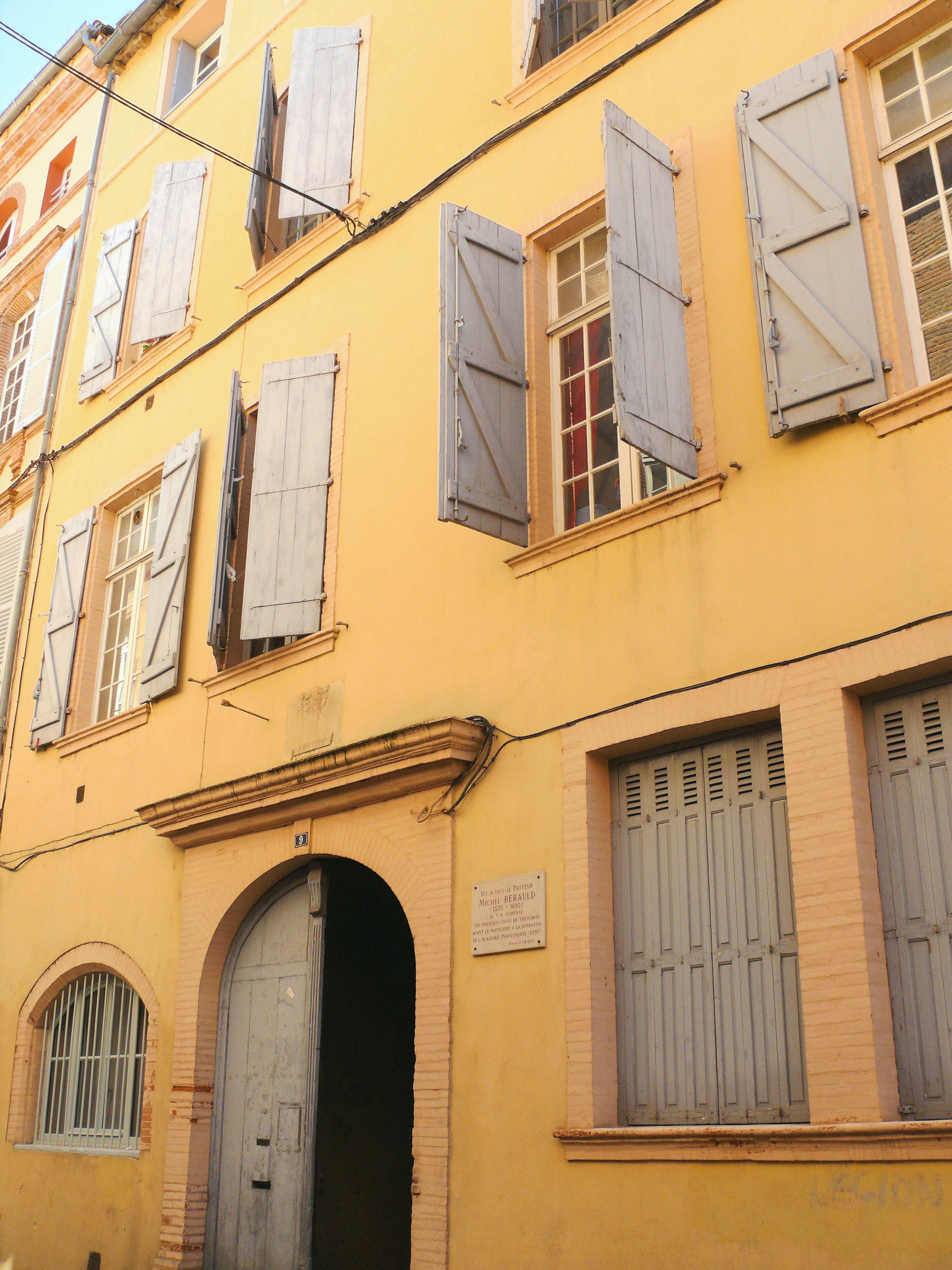
L'immeuble où vivait le pasteur Michel Bérauld, no 9 rue Armand-Cambon
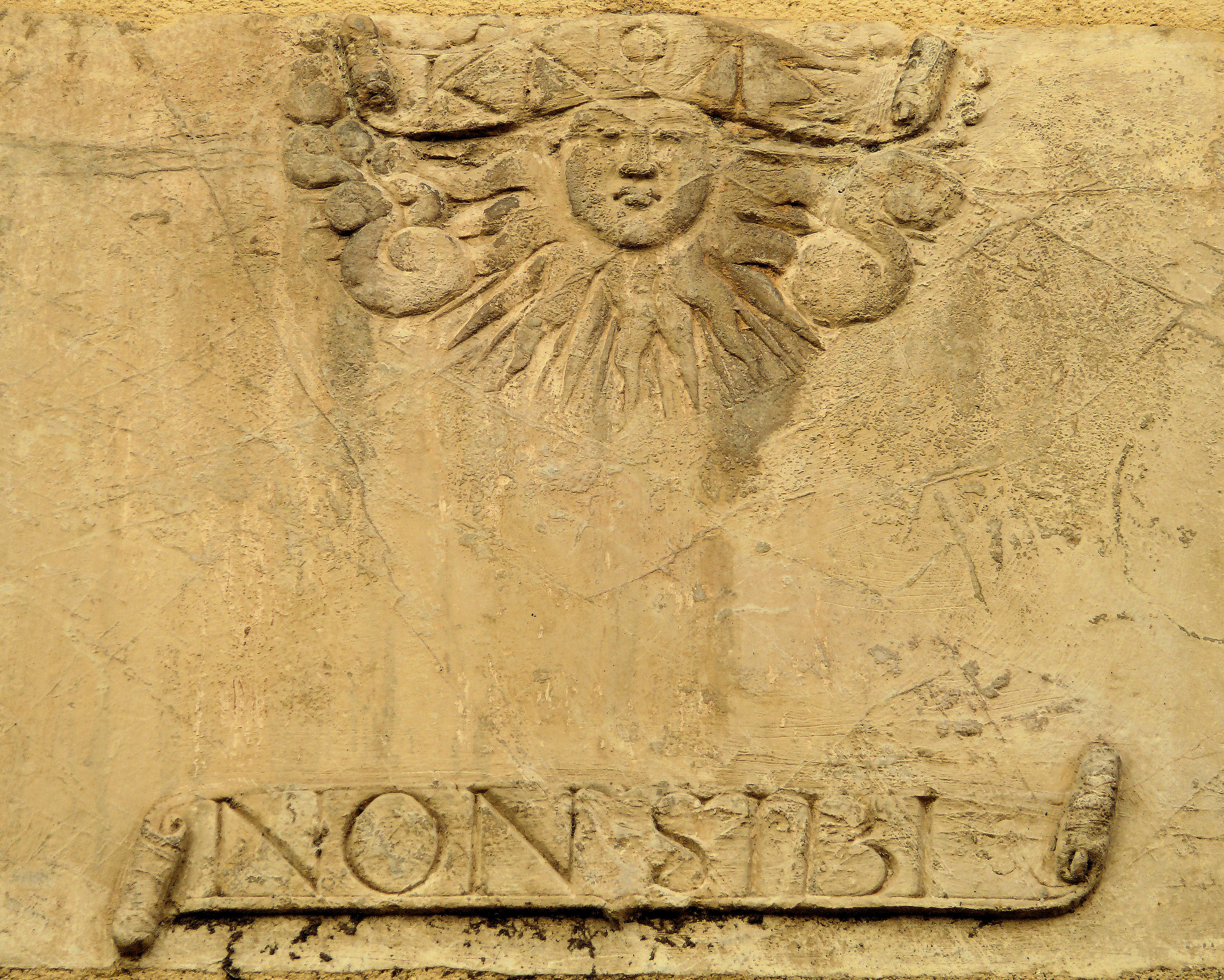
Devise au-dessus de l'entrée du no 9 rue Armand-Cambon : Non Sibi (« Pas pour lui », c'est-à-dire généreux)
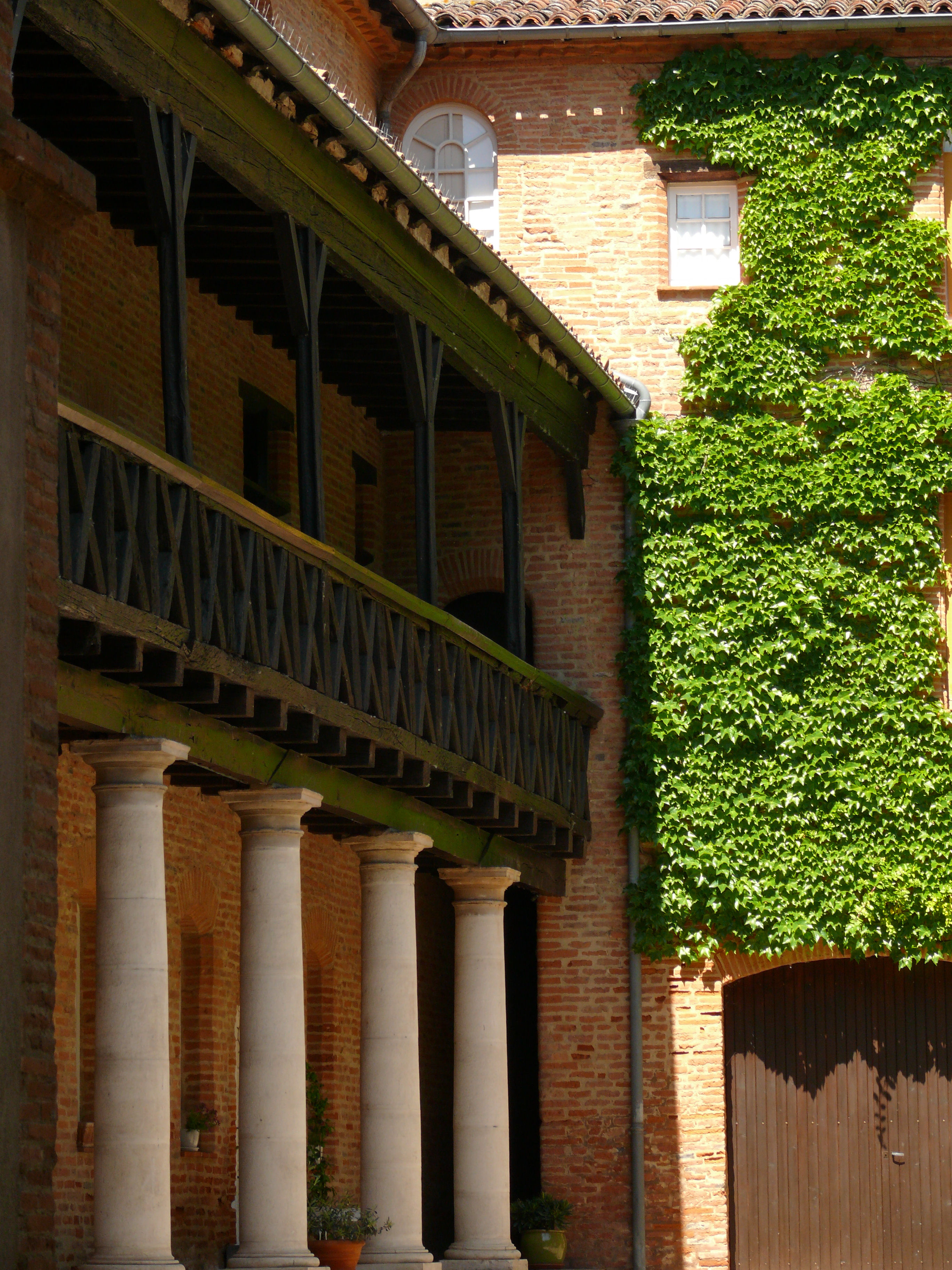
Galerie du collège de Navarre, no 12 rue Armand-Cambon

Bien que située à une extrémité de la Guyenne, province où la Réforme compte tant d'adhérents, Montauban offre des avantages considérables pour l'établissement d'une académie dans ses murs. La grande majorité de ses habitants a accueilli les idées nouvelles et témoigne d'un grand zèle pour la cause protestante. Un certain nombre d'églises réformées sont fondées dans les environs. Par les vallées du Tarn, de la Garonne, de l'Aveyron, on peut facilement entretenir des communications avec l'Agenais, le Rouergue, l'Albigeois, Toulouse et Bordeaux. En outre, le climat est excellent et le pays très fertile.
L'académie est jointe au collège en 1600 en application des décisions du synode de Montpellier de 1598. Cette académie, une université protestante, est inaugurée le 22 octobre 1600. Le collège était divisé en sept classes : le principal était l'un des sept régents. En 1600, le corps professoral se compose de deux chaires en théologie, occupées par Serres et sans doute Michel Bérauld ; une chaire de jurisprudence, de médecine, de mathématiques et de grec ; le ministre Tenant a probablement l'hébreu, il y avait aussi deux professeurs de philosophie. Il est très probable que les chaires de mathématiques et de jurisprudence sont toujours restées vacantes. Il fallut, faute de ressources, réduire ce vaste plan et se borner à ce qui était le plus nécessaire pour le moment aux Églises réformées, à savoir l'enseignement de la théologie et des connaissances humaines qu'on en tient pour les auxiliaires indispensables, remettant à des temps meilleurs, qui ne vinrent jamais, le soin d'élargir le cercle des études, d'après le programme des règlements de 1600.
L'académie est installée dans les vastes bâtiments du collège, qui peut aisément lui offrir l'hospitalité ; d'ailleurs elle n'a besoin que de deux ou trois grandes salles pour les leçons, la bibliothèque et les séances des deux conseils académiques.

## Partage du collège de Navarre avec les catholiques
Cette académie, toujours florissante, n'en disparaît pas moins au bout de soixante ans. Sa chute, ou plutôt son transfert à Puylaurens est dû à un concours de circonstances fâcheuses, habilement exploité par ses ennemis.[réf. nécessaire]
En 1629, date de la restauration du catholicisme dans la ville de Montauban par Richelieu, le premier soin de l'évêque, à son arrivée, fut de réclamer le droit, accordé par Henri III à ses prédécesseurs, de nommer les régents du collège.[réf. nécessaire]
L'intendant propose aux protestants de contribuer pour leur part à l'érection d'un collège destiné aux seuls catholiques, mais les réformés repoussent cette proposition et préfèrent céder la moitié de leur collège aux Jésuites. Les tristes résultats de ce nouveau régime ne tardent pas à se produire et les bons rapports entre jeunes gens catholiques et réformés, appelés à vivre sous le même toit et à fréquenter des maîtres en parfait désaccord les uns avec les autres, sont difficiles à maintenir. Les rixes et les échauffourées se multiplient pour les motifs les plus futiles. Si les huguenots de Montauban sont réputés, même au sein des Églises réformées, pour leur intransigeance, on exagère souvent leurs mauvais rapports avec les catholiques, surtout de la part des notables, mais il est vrai qu'ils acceptent difficilement de partager un collège qu'ils considèrent comme leur appartenant depuis sa création.

## Départ des protestants du collège de Navarre pour Puylaurens
En 1659, une véritable émeute a lieu. Les élèves catholiques, pour ajouter au lustre d'une fête solennelle de distribution de prix, ont dressé dans la cour commune du collège un théâtre sur lequel ils comptent jouer une tragédie. Les protestants, parmi lesquels les proposants, se montrent les plus ardents, réclament avec menaces la démolition de l'échafaud ; le ministre et professeur Gaillard est à leur tête. Les consuls des deux religions accourent au bruit pour apaiser les uns et les autres ; mais ni eux ni les officiers du présidial ne sont écoutés. Gaillard, son collègue Verdier et quelques étudiants insultent ces derniers, ainsi que les chaperons catholiques : des syndics sont battus, les autres poursuivis à coups de pierres jusque dans l'église, où la messe est en cours. Les officiers font bien un prisonnier, mais les protestants reviennent une heure après, armés d'épées, démolissent le théâtre, en jettent les débris dans un puits et assiègent dans leurs maisons les pères jésuites, qui font sonner les cloches pour appeler du secours.

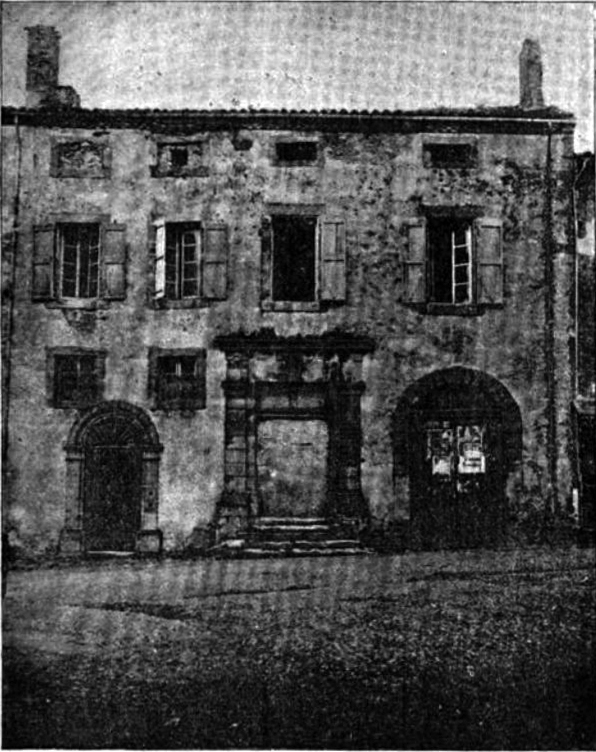
L'ancienne Académie de Puylaurens.

L'émeute est réprimée, mais la population attaque la prison, délivre les prisonniers, et l'intendant de Fontenay lui-même manque de peu d'être tué. En représailles, Saint-Luc occupe militairement la ville, fait raser les murailles, abattre la tour de Lisié et quelques ravelins, et arrêter quantité de citoyens compromis. Deux des chefs sont pendus, deux condamnés aux galères perpétuelles, un autre au fouet, une trentaine exécutés en effigie ; Gaillard est banni à perpétuité. Le nombre des réformés dans le conseil de ville est réduit à dix sur quarante, le consulat mi-partie aboli, et le collège entier attribué aux Jésuites. L'académie est transférée à Puylaurens par arrêt du conseil du roi daté du 12 décembre 1659.
En vain les protestants envoient-ils à Paris deux notables, Vicose et Pechels, pour obtenir de Louis XIV quelque adoucissement à des mesures si rigoureuses : leur éloquence, qui a déjà ébranlé la cour, est vaincue par les rapports des délégués catholiques Le Bret et Pierre de Berthier. La reine mère, le prince de Conti, le secrétaire d'État La Vrillière usent de leur influence en faveur de ceux-ci ; le roi veut même par surcroît construire une citadelle, mais les délégués sont assez fins pour préférer un renfort de catholiques, et on demande à Cahors une colonie d'émigrants catholiques pour repeupler la ville. Enfin, la cour des aides de Cahors est transférée à Montauban, malgré la double opposition des Cadurciens et des officiers du présidial de Montauban. Une fois transportée en bloc à Puylaurens, en 1660, l'académie, s'y maintient jusqu'en 1685, mais sans conserver l'éclat qu'elle a jeté par intervalles à Montauban. Elle a néanmoins des professeurs de grand mérite et continue à jouer, quoique dans un centre peu favorable, un rôle très important jusqu'à sa suppression, dans l'histoire de l'Église réformée.
L'académie de Puylaurens a son temps de prospérité lorsqu'on s'aperçoit, dans la province, qu'un grand nombre de parents, profitant des grands avantages qui leur étaient offerts, envoient leurs enfants dans les collèges catholiques, en particulier chez les jésuites. Les synodes provinciaux, notamment ceux de Réalmont, du Milhau, de Caussade, de Mauvesin, de Saint-Antouin, défendent, à diverses reprises, cette pratique de la façon la plus expresse, sous peine d'excommunication. Il en résulte bientôt une affluence inusitée d'élèves dans l'académie de Puylaurens. Ces élèves ont souvent des professeurs de mérite, parmi lesquels on peut citer Jean Gominarc, Usson, Loquet, Trossières, Bon, Rainondou, Chabbert, Verdier, Théophile Arbussy, André Martel et le professeur d'hébreu Antoine Pérès.
« Chaque école de théologie avait deux professeurs de théologie dont l'un exposait ce qu'on appelait alors les loci communes (dogmatique) et l'autre expliquait l'Écriture sainte, un professeur d'hébreu, deux professeurs de philosophie et un professeur de langue grecque ». Ces six professeurs formaient deux divisions : l'une, composée des deux professeurs de théologie et de celui d'hébreu, comprenait l'enseignement proprement dit de la théologie : le cours d'étude y était de trois ans ; — l'autre, composée des deux professeurs de philosophie et du professeur de grec, était comme une Faculté des lettres dans laquelle on se préparait, pendant deux ans, aux études théologiques. Les élèves ne passaient d'une division dans l'autre qu'après avoir subi un examen qui leur valait le titre de maître ès arts ; et dans les certificats qu'on leur délivrait à leur sortie de l'académie, il était fait mention non seulement de leurs progrès en théologie, mais encore de leurs connaissances en philosophie et en belles-lettres… Il sort de bons élèves de cette faculté ; quelques-uns sont même célèbres, dont David Martin, Paul Rapin-Thoyras, André Dacier, Pierre Bayle, Jacques Abbadie.[réf. nécessaire]
La pauvreté des Églises fait supprimer les chaires de langue grecque ; trois ans après, le synode national de Castres rétablit cet enseignement dans les académies mais, faute de fonds, il reste toujours en souffrance. À la révocation de l'édit de Nantes, Pérez, qui acquiert un juste renom dans l'enseignement des langues orientales, sort du royaume et meurt à Londres en 1686.
L'académie de Puylaurens est la dernière des académies protestantes françaises à disparaître, par arrêt du conseil, le 5 mars 1685, quelques mois avant l'édit de Fontainebleau révoquant l'édit de Nantes qui avait été signé l'année de la décision de faire une académie à Montauban.

## Protection
La porte du siège de l'Académie protestante, ancien hôtel de Solignac de Puylaurens, remontée dans le jardin du temple, est inscrite au titre des monuments historiques par arrêté du 7 juillet 2015.